# Kimberley Santos

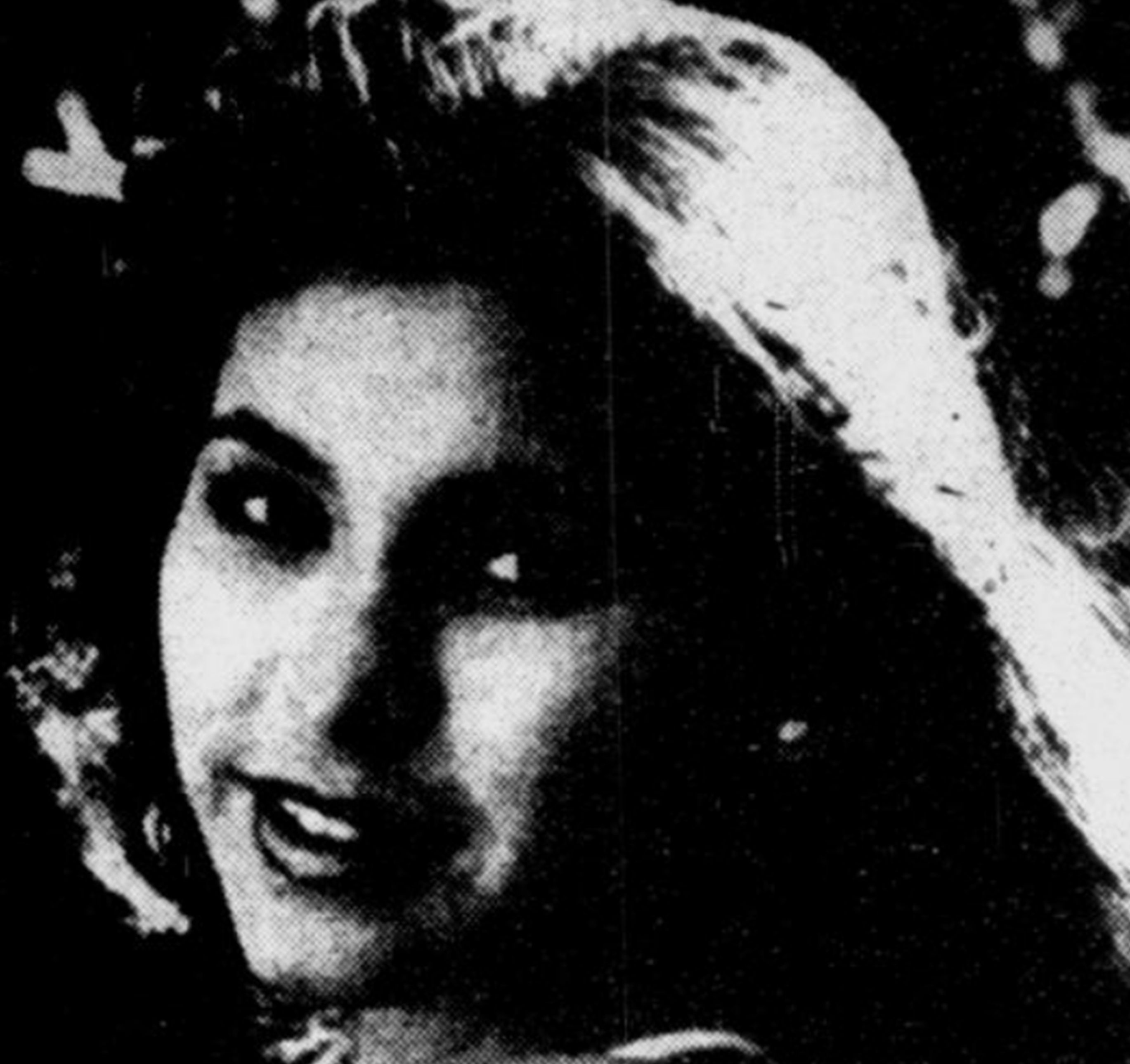

Kimberley Santos (* 21. August 1961) ist eine Schönheitskönigin aus Guam.
Am 13. November 1980 erreichte sie den zweiten Platz bei der Wahl zur Miss World in London und wurde nach dem Rücktritt der deutschen Siegerin Gabriella Brum zu deren Nachfolgerin erklärt.
Sie lebt jetzt in North Carolina.